# Barbulifer mexicanus
Barbulifer mexicanus är en fiskart som beskrevs av Douglass Fielding Hoese och Larson, 1985. Barbulifer mexicanus ingår i släktet Barbulifer och familjen smörbultsfiskar. IUCN kategoriserar arten globalt som otillräckligt studerad. Inga underarter finns listade.